# Nohfelden
Nohfelden – gmina w zachodnich Niemczech, w kraju związkowym Saara, w północnej części powiatu St. Wendel.

## Geografia
Gmina leży nad rzeką Nahe.
Gmina ma powierzchnię 100,71 km², zamieszkuje ją 10 137 osób (2010). Gmina należy w Parku Natury Saar-Hunsrück.
Nohfelden położone jest ok. 40 km na północny wschód od Saarbrücken, ok. 40 km na południowy wschód od Trewiru i ok. 70 km na wschód od Luksemburga.

## Dzielnice
W skład gminy wchodzi dwanaście dzielnic:
| Dzielnica          | Ludność |
| ------------------ | ------- |
| Bosen-Eckelhausen  | 1 278   |
| Eisen              | 503     |
| Eiweiler           | 628     |
| Gonnesweiler       | 945     |
| Mosberg-Richweiler | 409     |
| Neunkirchen/Nahe   | 866     |
| Nohfelden/Nahe     | 1 201   |
| Selbach            | 804     |
| Sötern             | 1 276   |
| Türkismühle        | 785     |
| Walhausen          | 662     |
| Wolfersweiler      | 1 086   |

## Polityka

### Wójtowie
- 1988–2004: dr. Heribert Gisch, CDU
- od 2005: Andreas Veit, CDU

### Rada gminy
Rada gminy składa się z 33 członków:
|      |         | CDU   | SPD  | UBNN | Razem |
| 2004 | Miejsca | 15    | 13   | 5    | 33    |
|      | Procent | 44,75 | 37,7 | 15,2 |       |

## Współpraca
Nohfelden posiada jedną miejscowość partnerską:
- Jeleśnia, Polska – od 1996

W 2006 do Nohfelden przyjechała duża delegacja z Jeleśni i świętowano dziesięciolecie partnerstwa między miejscowościami.

## Zabytki i atrakcje
Bosen-Eckelhausen
- ewangelicki kościół parafialny z 1914–1916, projekt Karla Siebolda
- mykwa z XIX w.
- Centrum Kultury Bosener Mühle

Eisen
- kaplica katolicka z XVIII w.

Gonnesweiler
- kaplica Nepomuka z 1743
- brama wjazdowa do nieistniejącego zamku Esebeck z 1730
- kirkut z 1800
- dworek z XIX w.

Neunkirchen
- katolicki kościół parafialny pw. św. Marcina (St. Martin) z 1828–1829, projekt Valentina Karscha i Königa

Nohfelden
- ewangelicki kościół parafialny z XVIII w.
- ruiny zamku Veldenz (zamek Nohfelden)
- gospoda Loch przy Schloßstraße 5 z XVIII w.
- dawny budynek sądu przy Am Burghof 6 z 1821–1822
- Muzeum Mody i Strojów Ludowych (Museum für Mode und Tracht)

Selbach
- gospodarstwo przy Birkenfelder Straße 1 z 1807
- kościół katolicki pw. św. Antoniego (St.Antonius)
- katolicka kaplica pw. św. Katarzyny (St. Katharinen)

Sötern
- ewangelicki kościół parafialny z XVI/XVIII w.
- mykwa
- gospoda Barth przy Hauptstraße 50 z XIX w.
- kirkut z 1650

Wolfersweiler
- szkoła z 1912
- katolicki kościół parafialny pw. św. Wawrzyńca (St. Laurentius) z 1867–1868
- ewangelicki kościół parafialny z 1789–1788, wieża z XV w, powstał na XII-wiecznych fundamentach. Wieża pochodzi z 1586. Znajdują się tutaj organy z 1834 zbudowane przez rodzinę Stumm, koncerty organowe odbywają się regularnie.
- jezioro Bostal
- źródło rzeki Nahe
- Droga rzeźb (niem. Straße der Skulpturen), 25 km szlak turystyczny, przy którym ustawiono 53 rzeźby niemieckich i zagranicznych artystów. Zainicjowany przez Leo Kornbrusta w 1971.

## Komunikacja
Gmina posiada dogodne połączenia autostradowe, przez jej teren przebiega A62 a ok. 15 km na zachód znajduje się węzeł Nonnweiler (A1/A62). W kierunku północ-południe gminę przecinają drogi krajowe B41 i B269 (wspólny przebieg).
Dzielnica Türkismühle była ważnym miejscem przesiadkowym w transporcie kolejowym, krzyżowały się tutaj linie kolejowe Nahetalbahn, Hochwaldbahn (Türkismühle-Trewir) i linia Türkismühle–Kusel. Jednak w biegiem czasu zamknięto linię do Kusel a obecnie na Hochwaldbahn kursują pociągi muzealne na trasie Türkismühle-Hermeskeil. Najważniejszą linią pozostała Nahetalbahn (Bingen am Rhein-Saarbrücken).
| Działające stacje kolejowe - Sötern - Türkismühle | Działające przystanki kolejowe - Eckelhausen-Bostalsee - Nohfelden Nord - Walhausen |

## Osoby

### urodzone w Nohfelden
- Christian Ludwig Hautt, (ur. 15 marca 1726, zm. 1806 w Zweibrücken), inżynier
- Clemens Ganz (ur. 18 stycznia 1835), profesor, organista katedry kolońskiej

### związane z gminą
- Nicole, piosenkarka mieszkająca w Nohfelden, wygrała Konkurs Eurowizji w 1982
- Meinrad Grewenig, historyk sztuki, dyrektor huty żelaza w Völklingen, w Nohfelden mieszkał w latach 70. XX wieku, jest projektantem herbu gminy